# 弗米利恩達姆 (明尼蘇達州)
弗米利恩達姆（英語：Vermilion Dam）是位於美國明尼蘇達州聖路易斯縣的一個非建制地區。

## 地理
弗米利恩達姆所處的海拔為高於海平面414米（即1358英呎），而該地所採用的時區為UTC-6，即北美中部時區（CST）。同時該地設有夏令時間，為UTC-6調快一小時，即UTC-5（CDT）。